# ژان-پل الکان
ژان-پل الکان (به فرانسوی: Jean-Paul Elkann) (زاده ۲۸ دسامبر ۱۹۲۱ – درگذشته ۲۳ نوامبر ۱۹۹۶، پاریس) بانک دار فرانسوی و یهودی، رئیس شرکت سرمایه گزاری ژان-پل الکان بود.

## زندگی‌نامه

### پاریس
ژان-پل الکان، فرزند صنعتگر و کارخانه دار یهودی اهل مونتبلیر، آرماند الکان بود و مادرش برث بلوخ نام داشت.
او در پاریس بزرگ شد و در ژوئن ۱۹۴۰ توانست به دانشگاه پلی تکنیک پاریس راه یابد. ولی با مهاجرت خانواده اش به آمریکا، نتوانست تحصیلات خود را در آنجا به پایان برد.

### مهاجرت به نیویورک
او تحصیل خود را در آمریکا ادامه داد و توانست از دانشگاه کلمبیا در یکی از رشته های مهندسی فارغ التحصیل شود.
سپس به همراهی پدرش، آرماند الکان وارد صنعت متالورژی شد و از سال ۱۹۴۸ مالک و مدیر شرکت ایتالیایی وانادیوم استیل و از سال ۱۹۵۰ مالک و مدیر شرکت وانادیوم الویز استیل کانادا، و از سال ۱۹۵۳ نائب رئیس شرکت وانادیوم الویز استیل آمریکا شد.
او در دانشگاه کلمبیا با کارلا اواتزا، دختری از یک خانواده سرمایه دار و مشهور تورینی و برادرزاده اتوره اواتزا، آشنا شد و با او ازدواج کرد. در سال ۱۹۵۰ این ازدواج به بار نشست و آلن الکان در ۲۳ مارچ در نیویورک متولد شد. آلن الکان (فرزند ژان-پل) در سال ۱۹۷۵ با مارگریتا آنیلی دختر جیانی آنیلی، سرمایه دار مشهور ایتالیایی، ازدواج کرد و پسر آنها، جان الکان (نوه ژان-پل الکان)، پس از مرگ ناگهانی ادواردو آنیلی، تنها پسر جیانی آنیلی، وارث دارایی های خاندان آنیلی از جمله مجموعه فیات شد.
طولی نکشید که ژان-پل از کارلا جدا شد، و پس از آن در نهم نوامبر ۱۹۵۳ با فرانسواز شول ازدواج کرد و از این پیوند نیز دختری به نام بریژیت الکان متولد شد.

### بازگشت به پاریس
او بالاخره در ۱۹۵۳ به پاریس باز می گردد و در صنعت تولید عطر فعالیت خود را ادامه می دهد. در سال ۱۹۶۲ به ریاست کارخانه تولید عطر کرون در آمد. سپس در سال های ۱۹۸۰ تا ۱۹۸۳ نایب رئیس شرکت تولید کنندهٔ عطر و لوازم آرایشی پارفن ژیوانشی شد و بعد از آن به مدیریت شرکت تولید کالاهای لوکس کریستین دیور اس. آ. رسید. هچنین به عنوان ریاست خانه های مد فرانسوی منصوب شد. او در سالهای ۱۹۶۷ تا ۱۹۸۲ رئیس انجمن اسرائیلیان پاریس بود و در سال‌های ۱۹۸۲ تا ۱۹۹۲ ریاست انجمن مرکزی اسرائیلیان فرانسه را به عهده داشت. او همچنین در پایان سال ۱۹۸۲ پس از مرگ آلن روتشیلد، از اعضای خاندان روتشیلد، به صورت موقت ریاست شورای نمایندگان موسسه های یهودی فرانسه را به عهده گرفت.
علیرغم این که او یک یهودی مقید به انجام دستور های شریعت یهودیت نبود ولی از جنبش های یهودیان ارتدوکس حمایت می کرد، مانند آن جا که حاخام اعظم، مایکل گوگنهایم سخنان الکان خطاب به الکساندر شیندلر، رهبر یهودیان اصلاحگرا در آمریکا را این گونه روایت می کند:
« جناب حاخام! تنها تفاوت میان من و شما این است که من گرچه شریعت را پاس نمی‌دارم ولی به دنبال تغییر آن نیستم ولی شما به دنبال تغییر آن نیز هستید. »
او به عنوان نائب رئیس در اتاق بازرگانی فرانسه-اسرائیل مشغول به کار بود، و همچنین ریاست موسسه همکاری های اقتصادی فرانسه-اسرائیل، ریاست دانشگاه تخنیون حیفا و مدیریت اجرایی اتحادیه جهانی اسرائیلیان موسوم به آلیانس را در کارنامه دارد. او در کمیته فعالبت های اجتماعی اسرائیلیان پاریس نیز مشغول به فعالیت بوده است. او همچنین عضو هیئت مدیره بانک فرانسوی لا هنین نیز بود.

## افتخارات
- نشان فرماندهی لژوین دونور، ۱۹۸۸ [۹]
- نشان شوالیه ملی لیاقت، ۱۹۹۶ [۱۰]